# 蒂耶拉什
蒂耶拉什（法語：Thiérache，法語發音：[tjeʁaʃ]）是一个位于法国和比利时的地区，这里有着相似的景观和建筑特色：树篱田、草地、丘陵地带、分散式聚落、用石头或砖砌成的装有石板瓦屋顶的传统房屋。 
蒂耶拉什位于法国埃纳省东北部，延伸至法国北部省和阿登省，再延伸至比利时埃諾省和那慕爾省，与阿登高原的西部山麓相连。 
蒂耶拉什最重要的城市区是北部省的富尔米。 